# Taraxacum isolobum
Taraxacum isolobum — вид квіткових рослин родини айстрових (Asteraceae).

## Поширення
Ендемічна флора Ісландії.